# 6949 Zissell
6949 Zissell è un asteroide della fascia principale. Scoperto nel 1982, presenta un'orbita caratterizzata da un semiasse maggiore pari a 2,3633840 UA e da un'eccentricità di 0,1621155, inclinata di 13,22310° rispetto all'eclittica.
L'asteroide è dedicato all'astronomo Ronald E. Zissell per i suoi contributi allo studio delle stelle variabili.